# 松井純
松井 純（まつい じゅん、1934年（昭和9年）12月1日 - 2019年（令和元年）9月15日）は、日本の実業家。静岡新聞社・静岡放送会長。静岡県ラグビーフットボール協会名誉会長。

## 人物
京都府出身。京都大学法学部卒業。静岡新聞社・静岡放送に入社し、東京支店長、販売局長などを経て2012年に会長就任。1999年藍綬褒章受章、2013年旭日中綬章受章。2019年9月15日死去。著書には『追想 大石益光』がある。

## 家族
- 祖父母の松井十蔵とたくは養蚕農家で、安中教会初期農村信徒[5]。1887年に海老名弾正より受洗[6]。
- 父親の松井七郎（1896年 - 1989年）は、群馬県北甘楽郡小野村（現・富岡市）で生まれ、同志社大学法学部経済学科卒業後カリフォルニア大学大学院、ウィスコンシン大学大学院に留学し、同志社総長（海老名弾正）秘書を経て同志社大教授となった[7][8][9]。
- 長男は静岡新聞社・静岡放送前社長の大石剛[10]。